# Matthew Miller
Matthew "Matt" Miller – kanadyjski zapaśnik. Trzykrotny medalista mistrzostw panamerykańskich, srebro w 2014. Trzeci na mistrzostwach Wspólnoty Narodów w 2011 roku. Zawodnik Concordia University.